# E.C. Coleman
E.C. Coleman jr. (Flora, 25 settembre 1950) è un ex cestista statunitense, professionista nella NBA.

## Carriera
Venne selezionato dagli Houston Rockets al terzo giro del Draft NBA 1973 (51ª scelta assoluta).

## Statistiche

### NBA

#### Regular Season
| Anno      | Squadra         | PG  | PT | MP   | TC%  | 3P% | TL%  | RP  | AP  | PRP | SP  | PP  |
| --------- | --------------- | --- | -- | ---- | ---- | --- | ---- | --- | --- | --- | --- | --- |
| 1973-1974 | Houston Rockets | 58  | -  | 18,5 | 51,2 | -   | 63,5 | 4,3 | 1,3 | 0,6 | 0,3 | 5,2 |
| 1974-1975 | Utah Jazz       | 77  | -  | 28,3 | 44,5 | -   | 69,9 | 7,1 | 1,4 | 1,1 | 0,5 | 8,1 |
| 1975-1976 | Utah Jazz       | 67  | -  | 27,6 | 45,1 | -   | 66,3 | 6,3 | 1,3 | 0,8 | 0,4 | 7,3 |
| 1976-1977 | Utah Jazz       | 77  | -  | 30,8 | 46,2 | -   | 73,2 | 7,1 | 1,3 | 0,8 | 0,4 | 8,6 |
| 1977-1978 | G.S. Warriors   | 72  | -  | 25,0 | 47,5 | -   | 72,7 | 5,2 | 1,4 | 0,9 | 0,3 | 6,4 |
| 1978-1979 | Houston Rockets | 6   | -  | 6,5  | 71,4 | -   | 100  | 1,2 | 0,2 | 0,3 | 0,0 | 1,8 |
| Carriera  | Carriera        | 357 | -  | 26,1 | 46,4 | -   | 69,4 | 6,0 | 1,3 | 0,9 | 0,4 | 7,2 |

## Palmarès
- NBA All-Defensive First Team (1977)
- NBA All-Defensive Second Team (1978)